# Claiton
Claiton Alberto Fontoura dos Santos, mais conhecido simplesmente como Claiton dos Santos, Claiton ou "Predador" (Porto Alegre, 25 de janeiro de 1978), é um ex-futebolista brasileiro que atuava como volante. Atualmente, é treinador de futebol.

## Carreira

### Jogador
Começou sua carreira no SC Internacional, mas depois foi emprestado ao EC Vitória. Retornou ao Internacional na metade de 2000, mas já no início do ano seguinte, tornou a ser emprestado ao futebol baiano, desta vez, ao EC Bahia. 
Em seguida, ainda em 2001, foi parar no futebol suíço, aonde jogou pelo Servette FC. Esteve de volta ao Internacional em 2002 e 2003. 
Jogando pelo Santos FC, em 2004, sagrou-se Campeão Brasileiro naquele ano.
Posteriormente, passou dois anos no futebol japonês e, na metade de 2006, retornou ao Brasil, vestindo a camisa do Botafogo de Futebol e Regatas. Com boas atuações no alvinegro, aonde chegou a ser o capitão da equipe, mas ao final daquela temporada, acabou desentendendo-se com os dirigentes do clube, durante a renovação de seu contrato. 
No início de 2007, assinou contrato com o Flamengo; porém, no rubro negro não conseguiu embalar, o que logo resultou em seu envolvimento em um troca-troca com o Atlético Paranaense. No Atlético, voltou a ser destaque.
Novamente chamou a atenção do futebol japonês, e foi contratado pelo Consadole Sapporo.
Em 2009, após uma longa negociação, o jogador voltou a defender o Atlético Paranaense, onde sofreu uma grave lesão, ficando um bom tempo longe dos gramados. Em abril de 2011 teve seu contrato rescindido com o clube paranaense.
Em fevereiro de 2012, fechou contrato com o Pelotas para jogar o Gauchão.
Para o Campeonato Gaúcho de 2013, foi anunciado como reforço do Passo Fundo.
Encerrou a carreira de jogador no modesto clube Alecrim Futebol Clube, devido as lesões e por não conseguir um rendimento mais competitivo.

### Treinador
Em 2013, passou dois meses no Internacional fazendo estágio com o técnico Dunga. Naquele mesmo ano, passou no vestibular de Educação Física. Entre 2015 e 2016, fez ainda mais estágios – desta vez, com Roger Machado (então no Grêmio) e Paulo Autuori (então no Atlético-PR).
Em seu primeiro trabalho como treinador, comandou o CE Aimoré na Supercopa Gaúcha 2016, onde levou o time às semifinais de seu grupo, e na Divisão de Acesso do Campeonato Gaúcho, onde caiu nas quartas de final para o São Luiz de Ijuí, que seria campeão.
Claiton foi anunciado pelo Cruzeiro (RS) em 30 de junho de 2017.
Assumiu o Porto Velho EC para o Campeonato Rondoniense de 2020, mas realizou dez amistosos no Rio de Janeiro, somando seis vitórias e quatro derrotas e se desligou do clube em 21 de janeiro de 2020.

## Títulos
Vitória
- Campeonato Baiano: 2000

Bahia
- Campeonato Baiano: 2001
- Copa do Nordeste: 2001

Internacional
- Campeonato Gaúcho: 2002 e 2003

Santos
- Campeonato Brasileiro: 2004

Botafogo
- Campeonato Carioca: 2006

Flamengo
- Campeonato Carioca: 2007

### Outras Conquistas
Atlético Paranaense
- Torneio Cidade de Londrina: 2010[22]